# مدیریت برنامه
مدیریت برنامه (به انگلیسی: Program management) یا مدیریت طرح، دانش و فرایند مدیریت تعدادی پروژه همسو می‌باشد، که بهبودی خاص را در سطح سازمان (اغلب مربوط به اهداف اصلی سازمانی و معمولاً معطوف به بهینگی عملکرد سازمان) دنبال می‌کند. تحول سازمانی از بارزترین برنامه‌ها در یک سازمان است و مدیریت برنامه با شاخه‌هایی مانند مدیریت تحول، مهندسی سیستم و مهندسی صنایع اشتراک‌های مهمی در اهداف دارند. ظهور ابزارهای نوین، تحولاتی اساسی در مدیریت برنامه و مدیریت پروژه‌های ساخت ایجاد نموده و باعث بهینه‌سازی منابع و مدیریت آن‌ها در پروژه‌ها شده است.